# セイコーインスツル
セイコーインスツル株式会社（英語: Seiko Instruments Inc.、略称：SII（エスアイアイ））は、千葉県千葉市美浜区の幕張新都心に本社を置く、電子デバイス・精密部品・情報システム機器・計測分析機器等の製造メーカーである。セイコーグループの子会社で、主要構成企業の一つ。

## 概要
服部時計店（現・セイコーグループ）の社内工場「精工舎」の懐中時計・腕時計部門が独立し、1937年に「第二精工舎」として創業。以来、2020年まで「SEIKO」ブランドの腕時計の開発・製造を行っていた。1959年に当社の諏訪工場が分離し、地元協力会社に吸収されたのが「諏訪精工舎」、後のセイコーエプソンである。セイコーホールディングス、セイコーエプソンとともに「セイコーグループ」の中核企業と呼ばれていた。グループ各社と進めた腕時計の高精度化・電子化・量産化のための技術開発から派生して、精密部品、電子部品、高機能材料、プリンティングデバイス、精密FAシステム等の開発・製造を行い、これらが今日の主要事業となっている。創業者一族の服部家を大株主とする非公開会社で、服部時計店（セイコーHD）との直接の資本関係は薄かったが、2009年10月にセイコーホールディングスと経営統合して、同社の完全子会社となった。「セイコーグループ」の主要構成企業である。

## 沿革
- 1881年 - 服部金太郎が輸入時計を販売する服部時計店（現在のセイコーグループ株式会社）を創業。
- 1892年 - 時計工場である精工舎を設立し、国産クロックの製造を開始。
- 1937年 - 精工舎の懐中時計・腕時計部門が分離独立し、株式会社第二精工舎（現在のセイコーインスツル株式会社）となる。
  - 以降、セイコーの懐中時計と腕時計の開発・生産を担うが、日中戦争～太平洋戦争中の戦時体制下で時計以外の精密部品・軍需製品の生産も手掛ける。また地方への生産拠点疎開の目的で、群馬県桐生、富山市、仙台市、長野県諏訪に分工場を開設。
  - 亀戸工場は終戦末期の空襲に被災して再建が遅れる一方、地方拠点のうち地元による強い支援のあった諏訪工場のみ1949年以降も疎開工場を脱して存続、時計の開発能力を持つようになる。以後、復興した亀戸工場と諏訪工場が、別系列の開発体制で異なる設計のセイコーブランド腕時計を競って開発・生産する特殊な社内（1959年以降は系列内）競合状態が、約20年あまりにわたって続いた。
- 1959年 - 株式会社第二精工舎の諏訪工場が分離独立し、協力企業の有限会社大和工業と合併、株式会社諏訪精工舎（現在のセイコーエプソン株式会社）となる。
- 1964年 - 東京オリンピック公式計時をセイコーグループが担当。
- 1967年 - スイスで開催されたニューシャテル天文台コンクールの腕クロノメータ部門で、2位入賞。
- 1983年 - 社名をセイコー電子工業株式会社と改める。
- 1993年 - 本社を東京都江東区亀戸から千葉市美浜区の幕張新都心に移し、「SII幕張ビル」として本社・営業・開発の各機能を移転。
- 1997年 - セイコーインスツルメンツ株式会社へ商号を変更。
- 1997年 - 亀戸の旧本社・工場の跡地にサンストリート亀戸がオープン。
- 2004年 - セイコーインスツル株式会社へ商号を変更。
- 2006年11月16日 - 取締役会で創業家出身の代表取締役会長兼社長代行兼CEO/COO/CFOを解任。前代表取締役は19日付けで取締役も退任した。2007年3月14日、同元代表取締役に対して、損害賠償を求める民事訴訟を東京地方裁判所に提起した。
- 2009年10月1日 - 株式交換によってセイコーホールディングスの完全子会社となる。
- 2013年
  - 1月1日 - エスアイアイ・ナノテクノロジーを日立ハイテクノロジーズに売却。
  - 4月1日 - セイコーインスツルのクロノトラスト事業をセイコープレシジョンのセイコーサイバータイム事業（システム事業部）と統合し新会社セイコーソリューションズに譲渡。
  - 7月1日 - セイコーインスツルの自社ブランドおよびライセンスブランドウオッチ事業をセイコーウオッチの国内向けアルバブランドおよびライセンスブランドウオッチ事業と統合し新会社セイコーネクステージに移管。
- 2016年 - アナログ半導体事業を日本政策投資銀行との共同出資による新会社エスアイアイ・セミコンダクタに移管。
  - エスアイアイ・セミコンダクタは、2018年にエイブリックに改称、2020年にミネベアミツミに譲渡された。
- 2020年4月1日 - ウオッチ事業をセイコーウオッチに移管。

## 主な事業
- 電子デバイス・高機能材料
  - 水晶振動子
  - マイクロ電池
  - 小型チップ形キャパシタ
  - 酸化銀電池
  - 高機能金属
  - 希土類磁石
- 精密機械
  - 工作機械
  - FAシステム
  - 高周波スピンドル
  - 精密切削部品
- ミニチュアボールベアリング
- 無線センサーネットワーク

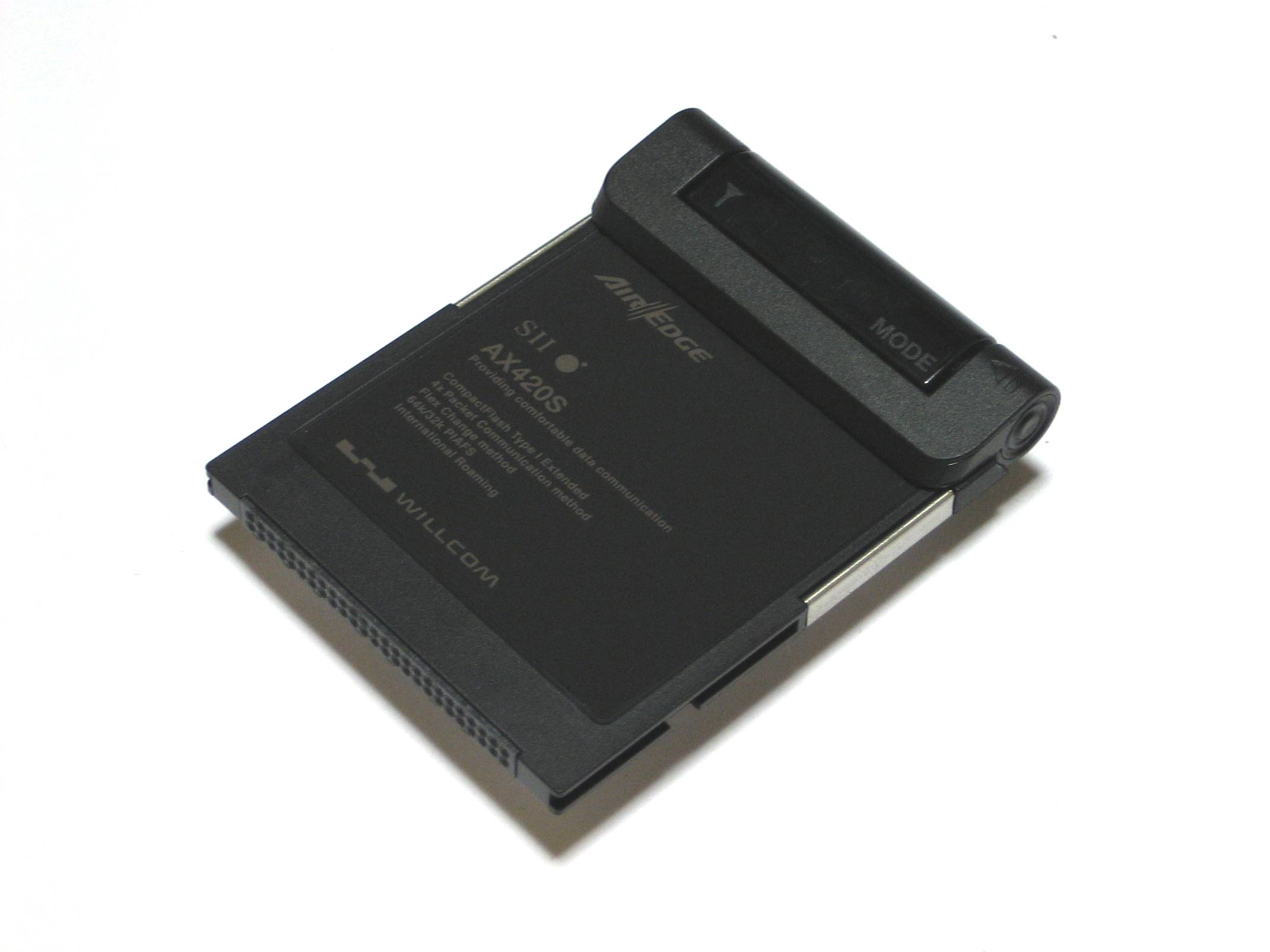
CF形PHSデータ通信カード (ウィルコム AIR-EDGE AX420S)

- 放射線測定器・理化学計測機器(子会社のセイコー・イージーアンドジー株式会社管轄)
  - 放射線検出器
  - 放射線測定モジュール
  - 放射線スペクトル分析装置
  - 放射線防護機器
    - 身体表面汚染測定器、サーベイメータ、個人線量計など

  - 非破壊分析システム
  - 水晶発振子マイクロバランスシステム
- 各種分析・加工受託(子会社のセイコーアイ・テクノリサーチ株式会社管轄)
  - デバイス観察/フォトマスクリペア
  - ICの配線変更
  - FBI微細加工
  - 作業環境測定
- プリンタ
  - サーマルプリンタ
  - 産業用ピエゾ式DODインクジェットヘッド(子会社のSIIプリンテック株式会社管轄)
- 音響機器
  - メトロノーム
  - チューニング・メーター

## 旧事業
- ウオッチおよびウオッチ部品の製造

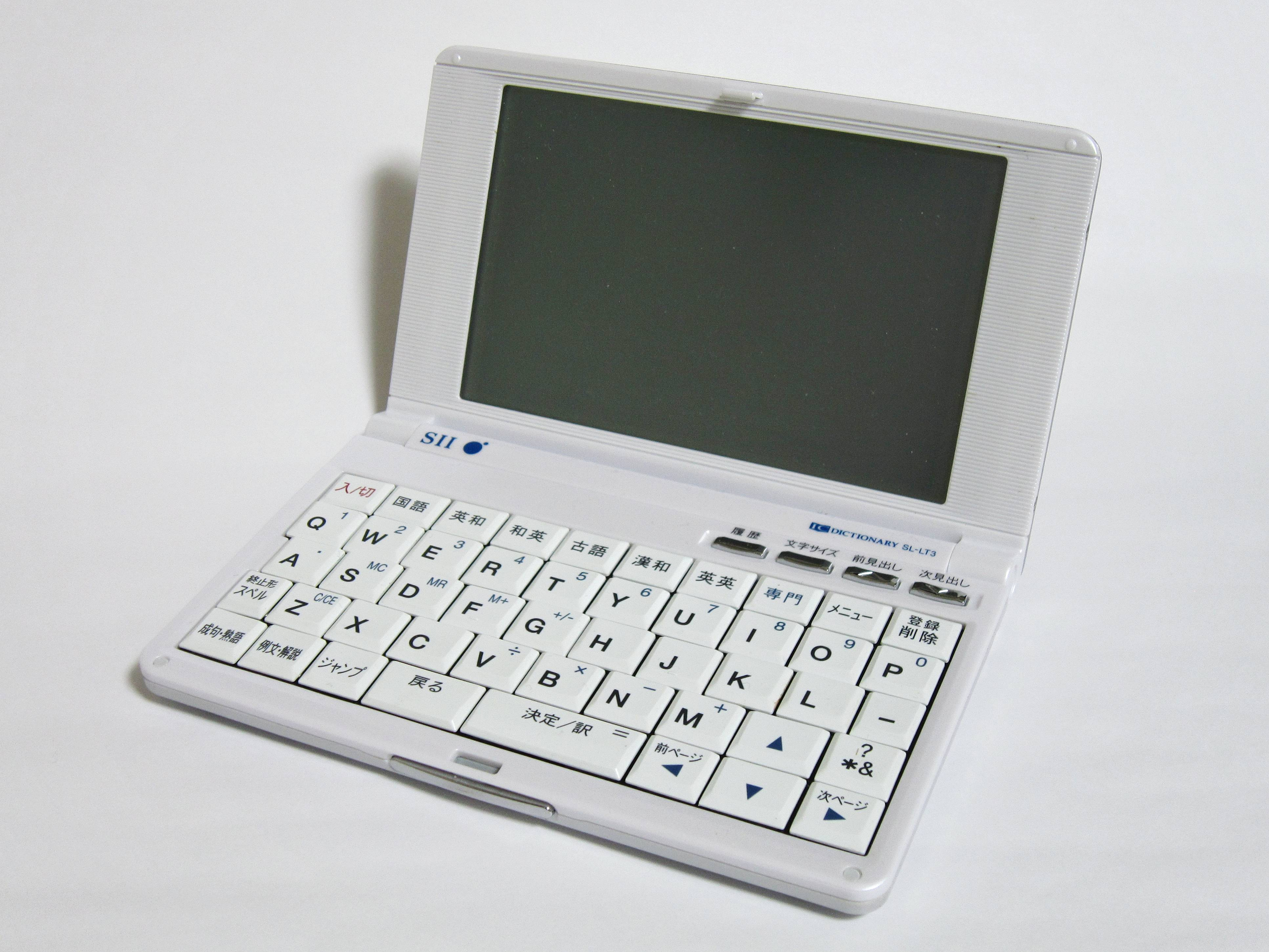
電子辞書 (SL-LT3)

  - 2020年4月に子会社の製造拠点（盛岡セイコー工業、二戸時計工業、遠野精器など）を含むウオッチ製造・調達関連業務をセイコーウオッチ株式会社に移管。
- アナログ半導体
- 電子辞書 - DAYFILERブランド
- 大型プロッタ/プリンタ(2015年10月に沖データに事業譲渡)
- 情報システム機器・サービス(主に子会社であったエスアイアイ・データサービス株式会社の事業であったが、2014年にセイコーホールディングスの子会社セイコーソリューションズに統合。)
  - 無線決済システム
  - レストランオーダーシステム
  - 時刻配信サービス
- 通信システム機器・サービス
  - Category:携帯電話端末 (セイコーインスツル)も参照。
    - ルーター、アクセスサーバ
    - PHS電話機
      - 日本で唯一市販された腕時計型PHS端末WRISTOMOなどもある。

    - PHSデータ通信カード
      - 初めてPIAFS2.1に対応したMC-P200、AirH"（現AIR-EDGE）初端末のMC-P300、日本で少数派のSDIOカードに対応したAH-S101Sなどもある。

    - 第三世代携帯電話通信カード/モジュール
- 携帯電話・PC向けのコンテンツ